# لوكا لومباردي
لوكا لومباردي (بالإيطالية: Luca Lombardi)‏ هو ملحن إيطالي، ولد في 24 ديسمبر 1945 في روما في إيطاليا.

## وصلات خارجية
- لوكا لومباردي على موقع ميوزك برينز (الإنجليزية)
- لوكا لومباردي على موقع ديسكوغز (الإنجليزية)